# Koeren

Het Koerse woongebied omstreeks 1200

De Koeren ( Duits: Kuren; Lets: kurši; Litouws: kuršiai) waren een West-Baltische stam die van de 5e tot de 16e eeuw aan de oevers van de Oostzee leefde in de huidige westelijke delen van Letland en Litouwen. Zij gaven hun naam aan de streek van Koerland (Kurzeme), en zij spraken de oude Koerse taal.
Het Koerse land werd in 1266 door de Lijflandse Orde veroverd. Uiteindelijk gingen ze met andere Baltische stammen op in de etnogenese van de Litouwers en Letten.

## Geschiedenis
Tijdens de late ijzertijd trokken de Koeren vanuit het zuiden van Koerland verder naar het noorden, waarbij ze de Oostzeefinse Lijven die in de kustgebieden van Noord-Koerland leefden voor een groot deel assimileerden.
De Koeren stonden bekend als woeste krijgers, uitstekende zeelieden en piraten. Zij waren betrokken bij diverse oorlogen en bondgenootschappen met Deense en Zweedse Vikingen.
In c. 750 vocht Sigurd Hring, koning van Denemarken en Zweden, tegen de binnenvallende Koeren in het zuidelijke deel van het huidige Zweden.
Grobiņa was een belangrijke kolonie van Gotlanders tijdens de Vendeltijd. Egils Saga beschrijft een Vikingexpeditie door Thórólf en Egill Skallagrímsson in Koerland. Regelmatig voerden de Koeren gezamenlijke campagnes uit met de inwoners van Saaremaa. Samen vielen ze in 1187 Sigtuna aan, toen de belangrijkste stad van Zweden. De Koeren vestigden tijdelijke nederzettingen in Oost-Zweden en de eilanden Gotland en Bornholm.

### Lijflandse Kruistocht
Tijdens de Lijflandse Kruistocht boden de Koeren voor een lange tijd stevig verzet. In 1210 werden de Koeren, met acht schepen, in de buurt van Gotland aangevallen door een Duitse kruisvaardervloot. De Koeren wonnen en Duitse bronnen beweren dat er 30 kruisvaarders werden gedood.
In juli 1210 vielen de Koeren Riga aan. Een grote Koerse vloot kwam aan in de monding van de Westelijke Dvina en belegerde de stad. Na een dag van gevechten waren de Koeren echter niet in staat door de stadsmuren te breken. Ze staken over naar de andere oever om hun doden te verbranden en rouwden voor drie dagen. Later hieven ze de belegering op en keerden terug naar Koerland.
In 1228 vielen de Koeren samen met de Semgallen opnieuw Riga aan. Hoewel ze opnieuw niet succesvol waren in het bestormen van de stad, vernietigden ze een klooster in Daugavgrīva en doodden alle monniken daar.
Na de verovering van Saaremaa in 1227 werden de Koeren geconfronteerd met Litouwse vijanden in het oosten en zuiden, de Orde van de Zwaardbroeders in het noorden, en hun aartsvijanden de Denen en Zweden in het westen. In deze uitzichtloze situatie, nog verergerd door een hongersnood, probeerden de Koeren vrede te sluiten met de christelijke veroveraars.
In 1230 tekende Lammechinus, hoofdman van de noordelijke Koeren, een vredesverdrag met de Duitsers. De landen die zij bewoonden werden bekend als Vredecuronia. De zuidelijke Koeren bleven de indringers echter weerstaan.
De Koeren legden in die tijd hun wapens niet neer. Ze gebruikten de hongersnood als voorwendsel om de monniken toch niet toe te staan het land binnen te komen. Later probeerde de Orde de Koerse cavalerie in de strijd tegen de Litouwers in te zetten, maar de Koeren waren terughoudend bij deze gedwongen samenwerking en kwamen meermalen in opstand.
In 1260 waren de Koeren betrokken bij de Slag van Durbe, een van de grootste veldslagen in Lijfland in de 13e eeuw. Zij werden gedwongen om aan de kant van de kruisridders te vechten. Toen de strijd begon, verlieten de Koeren de ridders omdat de ridders niet instemden om eventuele Koeren die door de Samogitiërs gevangengenomen werden te bevrijden. Volgens de bronnen vielen de Koeren de ridders zelfs van achteren aan. Ook de Esten en andere lokale rekruten volgden al snel en verlieten de ridders, hetgeen de Samogitiërs aan de overwinning hielp. Het was een zware nederlaag voor de Orde en spoedig daarna braken opstanden tegen de kruisvaarders uit in de Koerse en Pruisische landen.
Het Koerse verzet werd uiteindelijk bedwongen in 1266, toen geheel Koerland werd verdeeld tussen de Lijflandse Orde en het nieuwe Bisdom Koerland. De Koerse edelen, onder wie 40 clans afstammelingen van de Koerse koningen in de stad Kuldīga, behielden hun persoonlijke vrijheid en een aantal van hun privileges.